# 養老村 (大分県)
養老村（ようろうむら）は、大分県大野郡にあった村。現在の豊後大野市の一部にあたる。

## 地理
鎧岳の南麓に位置していた。

## 歴史
- 1889年（明治22年）4月1日、町村制の施行により、大野郡屋原村、大原村、酒井寺村、桑原村、北園村が合併して村制施行し、養老村が発足[1][2]。旧村名を継承した屋原、大原、酒井寺、桑原、北園の5大字を編成[2]。
- 1907年（明治40年）6月1日、大野郡大野村、田中村、中井田村、土師村と合併し、東大野村を新設して廃止された[1][2]。

### 地名の由来
旧門前村の酒井から酒があふれ出し、孝女が老父に捧げた故事による。

## 産業
- 農業